# Francesco Bentivegna

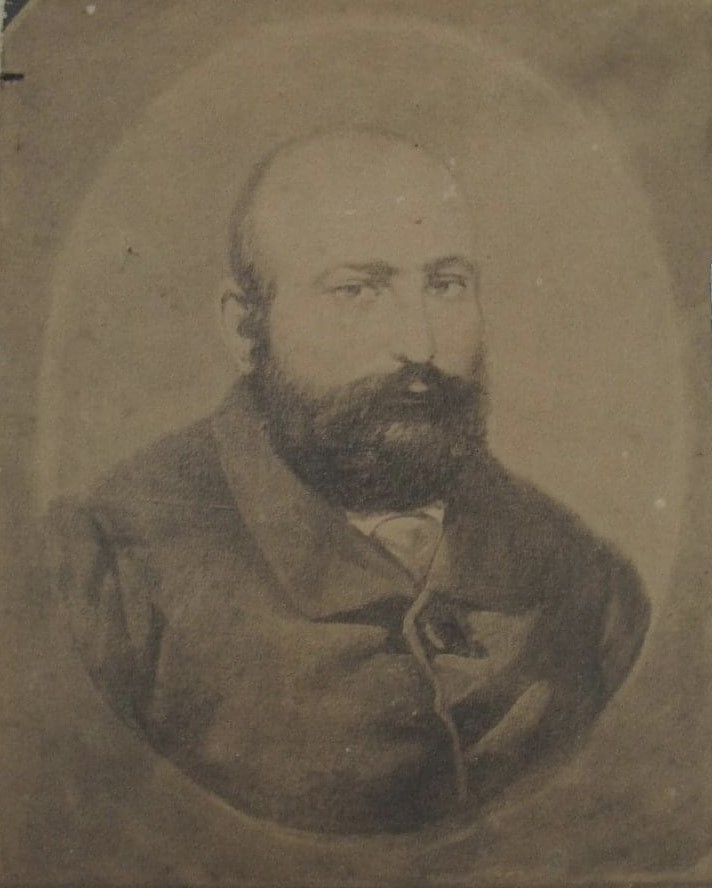
Francesco Bentivegna

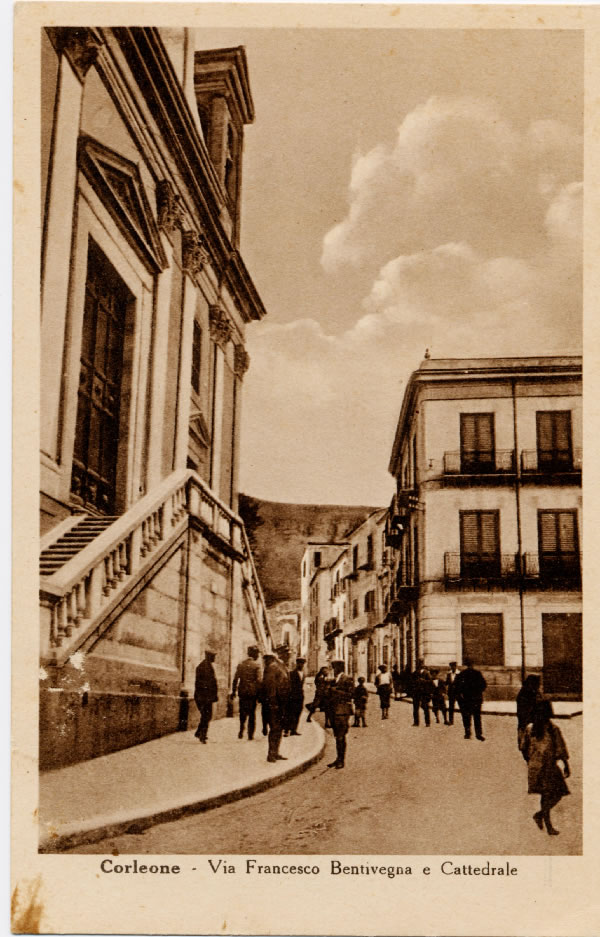
Corleone - Via Francesco Bentivegna

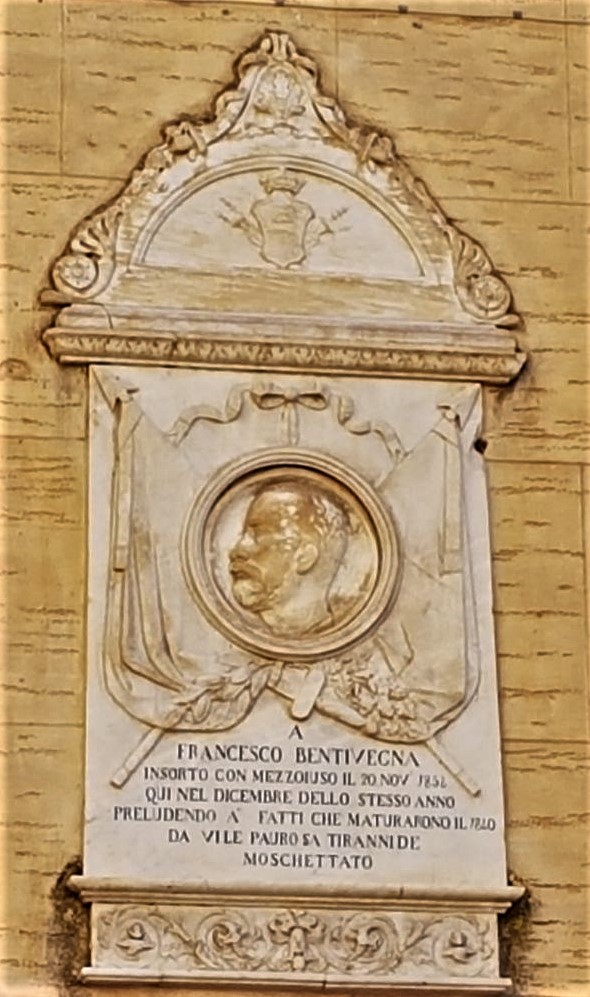
Mezzojuso, targa commemorativa

Francesco Bentivegna (Corleone, 4 marzo 1820 – Mezzojuso, 20 dicembre 1856) è stato un patriota italiano, protagonista della rivolta anti-borbonica in Sicilia.

## Biografia
Nato da nobile famiglia, giovanissimo aderì ai moti patriottici del suo tempo. L'adesione ai moti rivoluzionari da parte di un membro dell'aristocrazia era all'epoca un evento raro, dato che ormai il centro di gravità della rivoluzione si era spostato più in basso nella classe sociale. i nobili partecipavano solo per scelte individuali, e solo se esponenti di famiglie minori. 
Fu eletto deputato di Corleone nel 1848 e nello stesso anno nominato governatore militare del distretto corleonese.
Tornati al potere i Borbone, rimase in Sicilia e collaborò a vari tentativi insurrezionisti, finché nel 1853 fu catturato ed imprigionato, per essere poi liberato nell'agosto del 1856.
Nel novembre dello stesso anno fu al comando del tentativo di sollevazione, insieme a Salvatore Spinuzza di Cefalù.
L'impresa purtroppo fallì: il moto scoppiò prima del previsto, quando Bentivegna, accortosi di essere sorvegliato dalla polizia, occupò Villafrati e Mezzojuso con una squadra di circa 300 uomini, mentre Luigi La Porta occupava Ciminna e a Cefalù gli insorti liberavano Spinuzza. Ma era mancato l'effetto sorpresa; nel giro di due o tre giorni le truppe borboniche avevano rioccupato i paesi liberati e al loro seguito la polizia iniziò una feroce repressione: il Bentivegna fu catturato il 3 dicembre e condannato a morte mediante fucilazione da un tribunale militare. Dopo l'esecuzione la condanna fu annullata, poiché in appello fu ritenuto che la competenza spettasse al tribunale ordinario. La condanna era stata comminata, inoltre, senza testimoni, senza difensori, senza le forme di un giudizio legale. Il corpo esanime del Bentivegna fu lasciato inizialmente alla mercé degli astanti e poi portato nella chiesa di Sant'Antonino e gettato senza alcun riguardo né cassa in una fossa comune. Grazie all'intervento di padre Antonio Bellina, nottetempo il cadavere fu esumato e sepolto con giusta cerimonia. Le spoglie adesso riposano, dal 1860, nella natìa Corleone, all'interno della Chiesa Madre.

## Riconoscimenti
La città di Corleone e la città di Palermo gli hanno dedicato una strada. Nella sua città natale è stato eretto un busto in sua memoria che si trova nella Villa Comunale, mentre a Mezzojuso si trova una targa commemorativa, la cui iscrizione fu dettata da Luigi Mercantini.